# Glutammato monosodico
Il glutammato monosodico è il sale di sodio dell'acido glutammico (tra gli amminoacidi più abbondanti in natura). È largamente utilizzato come additivo esaltatore di sapidità; nell'industria alimentare è identificato dalla sigla E621.
A temperatura ambiente si presenta come una polvere bianca cristallina, solubile in acqua.
In natura, scoperto nel 1908 dal chimico giapponese Kikunae Ikeda, è un costituente della Laminaria japonica (Kombu), un'alga comunemente utilizzata nella cucina giapponese.
È possibile trovare naturalmente il glutammato monosodico in molti alimenti tra cui latte, pomodori, funghi e alcune alghe usate nella cucina giapponese. Il parmigiano è il cibo che ne contiene di più: 1,2 grammi ogni 100. 
È l'ingrediente principale dei dadi da brodo e dei preparati granulari per brodo.
Negli anni sessanta venne descritta in letteratura una sindrome, nota come "sindrome del ristorante cinese", caratterizzata da cefalea, vasodilatazione cutanea, talvolta orticaria ed esacerbazioni in soggetti asmatici; si ipotizzò fosse provocata dall'assunzione di glutammato monosodico: i dati più recenti, fra cui un grande studio multicentrico condotto nel 2000, smentiscono la correlazione tra il glutammato e tali sintomatologie.
Sulla base degli studi sopra menzionati, il glutammato è classificato come innocuo per la salute dalle autorità sanitarie degli Stati Uniti e della maggior parte dei paesi europei; il Comitato scientifico dell'alimentazione umana (Scientific Committee on Food) dell'Unione europea non ha fissato una dose massima giornaliera consentita per il glutammato. In Germania, il glutammato monosodico è vietato solo negli alimenti per bambini.